# Puncak Trikora
El Monte Trikora (en indonesio, Puncak Trikora), también llamado Monte Wilhelmina, es una montaña que se encuentra en la provincia de Alta Papúa, en Indonesia. Forma parte de las montañas Jayawijaya, en los montes Maoke. Es la segunda mayor de la isla de Nueva Guinea, tras el Puncak Jaya, y tiene una altitud en la cima de 4.750 metros.
Su primera ascensión fue el 21 de febrero de 1913 por una expedición de alpinistas holandeses.